# Marin Nițescu
Marin Nițescu, cunoscut și ca M. Nițescu, (n. 25 august 1927, Perieți – d. 24 aprilie 1989, Perieți) a fost un critic literar român, cunoscut ca autor al pamfletului literar și politologic Sub zodia proletcultismului. Dialectica puterii (publicat postum) în care a denunțat caracterul totalitar al regimului comunist.

## Biografie
S-a născut în jud. Olt ca fiu al lui Vasile Nițescu și al soției sale, Maria (n. Ghimiș). Provenea dintr-o familie modestă și a lucrat mai întâi ca ucenic la București și apoi educator-pedagog la Școală profesională „23 August” din București (1949-1950), urmând în paralel cursurile fără frecvență ale Liceului de băieți nr. 12, pe care le-a absolvit în 1951.În 1950 îi moare tatăl(portar la Uzinele 23 august) de T.B.C. pulmonar, boală pe care,în condițiile acelor ani,a contractat-o se pare în mare măsură,și îi va afecta ulterior curriculum vitae. A urmat apoi Facultatea de Limba și Literatura Română a Universității din București (1951-1955).
După absolvirea studiilor superioare a fost repartizat ca îndrumător cultural la Pitești (1955-1956), apoi a lucrat ca pedagog la o școală de muzică din București (1956-1957) și la Școala de Cinematografie de la Buftea (1957-1958), învățător suplinitor și profesor într-o suburbie a Bucureștilor (1958-1963) și îndrumător principal la Centrala Editurilor și Difuzării Cărții (1964-1969). Era un anticomunist convins, așa că timp de trei ani a fost șomer. A fost angajat apoi ca redactor la revista Viața Românească (1972-1984), de unde s-a pensionat pe caz de boală, fiind suferind de bronhopneumonie. S-a retras în satul natal Perieți, unde a murit la 24 aprilie 1989, cu puțin timp înainte de Revoluția din decembrie 1989.

## Activitatea literară
A debutat în 1968 în revista Viața Românească cu articolul „Ambițiile criticii «cosmologice»”, colaborând apoi la revistele România literară, Revista de filosofie, Familia, Convorbiri literare, Argeș, Luceafărul etc. Debutul editorial a avut loc în 1972 cu volumul de eseuri Între Scylla și Charybda, care a fost urmat de volumele Repere critice (1974), Poeți contemporani (1978) și Atitudini critice (1983). Confratele Cornel Regman îl descria ca un om încăpățânat și rigid, incapabil să facă diferențieri polemice subtile, în timp ce Alex. Ștefănescu îl considera un critic literar „sobru și aparent inofensiv”.

### Sub zodia proletcultismului
În ultimii ani ai vieții a elaborat un „eseu politologic” și un pamflet anticomunist în care a denunțat caracterul totalitar al regimului comunist. Textele au fost incluse într-un volum intitulat Sub zodia proletcultismului. Dialectica puterii, care a fost publicat postum de Editura Humanitas în 1995, la șase ani după moartea lui M. Nițescu. Autorul analiza întreaga perioadă comunistă, fără niciun fel de precauții, riscându-și libertatea. Societatea comunistă este considerată în acea carte „o societate artificială, impusă și menținută cu forța și care într-o singură săptămână de libertate s-ar destrăma ca o pânză de păianjen”, impusă cu forța și nedemocratică. Sentințele lui Nițescu sunt radicale: „Niciodată nu a fost și nu este consultat în mod liber acest popor asupra marilor hotărâri care se iau și-l privesc, asupra legilor care se fac și-l privesc. Ilegalitatea perpetuă și conspirativitatea, acestea caracterizează partidul și raporturile dintre el și cetățeni. [..] Dezideratul întăririi continue a rolului său conducător, repetat fără încetare, nu vine din aceea că partidul ar împărți puterea cu vreo altă forță conducătoare, ci din pornirea patologică de a controla totul, din sentimentul paralizant pentru el că încă mai există ceva în sufletele, în gândurile și în viața oamenilor care îi scapă printre degete, care se sustrage controlului, care nu a fost încă adus sub control”.
Nițescu dezvăluia subordonarea literaturii de către Partidul Comunist Român și îi denunța, de asemenea, pe un ton sever pe scriitorii care au colaborat cu sistemul comunist, citându-i drept complici pe Mihail Sadoveanu, Tudor Arghezi, George Călinescu, Zaharia Stancu, Mihai Beniuc, Geo Bogza, Eugen Jebeleanu, Leonte Răutu, Ion Vitner, Nicolae Moraru, Ov. S. Crohmălniceanu, Cornel Regman, Paul Georgescu, C. I. Gulian, Al. Piru, N. Tertulian, Dumitru Micu, Eugen Simion și Nicolae Manolescu și drept colaboraționiști pe Ion Agârbiceanu, Florența Albu, Ioan Alexandru, Paul Anghel, A. E. Baconsky, Cezar Baltag, Eugen Barbu, Ion Barbu, Lucian Blaga, Ana Blandiana, Savin Bratu, Matei Călinescu, Paul Cornea, S. Damian, Gabriel Dimisianu, Geo Dumitrescu, Petru Dumitriu, Mihai Gafița, Gheorghe Grigurcu, Vasile Nicolescu, Mihai Novicov, Ioanichie Olteanu, Miron Radu Paraschivescu, Adrian Păunescu, Perpessicius, Camil Petrescu, Al. Philippide, Marin Preda, Lucian Raicu, Mihail Ralea, Marin Sorescu, Tudor Vianu, Ion Vinea și alții. Chiar dacă o terapie de șoc era necesară, considera criticul Alex. Ștefănescu, furia distructivă a lui M. Nițescu dă naștere unor erori și chiar unor nedreptăți în prezentarea contribuției unor scriitori în literatura realist-socialistă a regimului. Critici literari ca Ion Vitner, Nicolae Moraru, Eugen Simion și Nicolae Manolescu sunt puși pe același nivel, deși contribuția lor a fost diferită, în timp ce valoarea criticii postbelice a lui George Călinescu este contestată până în punctul în care sunt negate orice fel de merite a seriei de articole „Cronicile optimistului”.

## Decesul
În luna aprilie anul 1989,Uniunea Scriitorilor din Republica Socialistă Română anunță cu durere că luni 24 aprilie 1989 a încetat din viață criticul literar MARIN NIȚESCU,născut la 25 august 1925,la Perieti(Slatina).După absolvirea Facultății de Filologie din București,limba și literatură română(1995),a lucrat că îndrumător cultural la Pitești(1955-1958),că referent la Centrală Cărții(1964-1969),apoi că redactor la revista Viață românească(1969-1984).După recenzia de debut(Gazeta literară,1964),MARIN NIȚESCU a colaborat constant cu articole de critică și cu eseuri la principalele periodice literare din țară.Cele mai importante dintre cronicile și articolele sale au apărut în volumeleːÎntre Scylla și Carybda.Delimitări critice(1971);Repere critice(1974),Poeți contemporani.Sinteze critice(1978).Atitudini critice(1983).Prin dispariția  distinsului critic literar MARIN NIȚESCU,literatură română suferă o grea pierdere.Înhumarea a avut loc joi 27 aprilie 1989,ora 13, la cimitirul din Peritei(Slatina).-(În ziarul România libera,28 aprilie 1989,p.4)

## Opera
- Între Scylla și Charybda. Delimitări critice, București, 1972;
- Repere critice, București, 1974;
- Poeți contemporani. Sinteze critice, București, 1978;
- Atitudini critice, București, 1983;
- Sub zodia proletcultismului. Dialectica puterii, eseu politologic, București, 1995.